# El sueño de la sultana
Pour plus de détails, voir Fiche technique et Distribution.
El sueño de la sultana est un film d'animation espagnol et allemand réalisé par Isabel Herguera et sorti en 2023,.

## Fiche technique
Sauf indication contraire, les informations mentionnées dans cette section peuvent être confirmées par les bases de données cinématographiques IMDb et Allociné,  présentes dans la section « Liens externes ».
- Titre original : El sueño de la sultana
- Réalisation : Isabel Herguera
- Scénario : Isabel Herguera et Gianmarco Serra
- Musique : Gianmarco Serra, Moushumi Bhowmick et Tajdar Junaid
- Décors :
- Costumes :
- Photographie : Eduardo Elósegi
- Animation :
- Son : Gianmarco Serra
- Montage : Gianmarco Serra
- Production : Isabel Herguera et Fabian Driehorst
  - Production déléguée : Chelo Loureiro
- Sociétés de production : Abano Productións, El Gatoverde Producciones, Sultana Films, Uniko et Fabian&Fred GMBH
- Société de distribution : Square Eyes
- Budget :
- Pays de production :  Espagne et  Allemagne
- Langue originale : espagnol, basque, anglais, hindi et bengali
- Format :
- Genre : Animation
- Durée : 86 minutes
- Dates de sortie :
  - Espagne : 
    - 24 septembre 2023 (Saint-Sébastien)
    - 17 novembre 2023 (en salles)

  - Allemagne : 7 mars 2024
  - France : 10 juin 2024 (Annecy)

## Distribution
- Miren Arrieta : Ines
- Paul B. Preciado : Paul Preciado
- Mireia Gabilondo : la mère
- Asier Hormaza : Camarero au musée

## Distinction
- Festival international du film d'animation d'Annecy 2024 : Grand Prix Contrechamp